# Расинг (футбольный клуб, Монтевидео)
«Ра́синг» (Монтевидео) (исп. Racing Club de Montevideo) — уругвайский футбольный клуб из города Монтевидео.

## История
«Расинг» — один из старейших клубов Уругвая, известен своей футбольной академией, воспитавшей многих известных впоследствии игроков. У команды никогда не было много болельщиков и большого бюджета, из-за чего «Расинг» всегда испытывал большую «текучку кадров». Однако величайший игрок в истории клуба, Викториано Сантос Ириарте, стал чемпионом мира 1930 года в составе сборной Уругвая, будучи именно игроком «Расинга».
«Расинг» часто вылетает и возвращается в элиту уругвайского футбола. С сезона 2008/09 команда выступает в Примере. Под руководством Хуана Версери в 2009 году команда впервые в своей истории пробилась в Кубок Либертадорес. В Апертуре 2008 «Расинг» был четвёртым, а в Клаусуре команда была седьмой. По итогам сезона «Расинг» занял пятое место и попал в зону Лигильи. В этом турнире «Расинг» занял второе место вслед за «Серро» и, таким образом, в год своего 90-летия впервые в истории пробился в Кубок Либертадорес 2010.
28 января 2010 года «Расинг» дебютировал в Кубке Либертадорес в выездном матче против «Хуниора». Уругвайская команда сумела не проиграть (2:2, при этом хозяева сумели сравнять счёт только в добавленное время), а в домашней игре «Расинг» обыграл «Хуниор» со счётом 2:0 и пробился в основную сетку турнира. На групповой стадии «Расинг» также выступил очень уверенно, заняв в группе второе место вслед за «Коринтиансом». Однако в том розыгрыше два мексиканских клуба были допущены к участию в 1/8 финала автоматически, поэтому в плей-офф выходили только 6 из 8 команд, занявших в своих группах вторые места и «Расинг» лишь по худшим показателям не попал в число 16 лучших команд континента.

## Достижения
- Чемпион Второго дивизиона Уругвая (6): 1955, 1958, 1974, 1989, 2007/08, 2022
- Чемпион дивизиона Интермедиа (второй по уровню дивизион) (3): 1923, 1929, 1930
- Участник Кубка Либертадорес 2010